# 邪魔者は消せ
『邪魔者は消せ』（じゃまものはけせ）は、1960年4月16日に公開されたアクション映画、牛原陽一監督作品。赤木圭一郎扮する麻薬Gメンの秋津が正体を隠して組織に潜入、麻薬組織を追い詰める。

## キャスト
- 赤木圭一郎: 秋津信太郎
- 清水まゆみ : 桜井道子
- 二谷英明 : 長塚直二
- 葉山良二 : 松田貞夫
- 渡辺美佐子 : 三輪厚子
- 高田敏江 : 長塚敏子
- 松本染升 : 真島卓三
- 内田良平 : 横倉陽
- 武藤章生 : 田中鉄平
- 杉山俊夫 : 杉田政
- 浜村純 : 谷村均二
- 待田京介 : 志村忍
- 野呂圭介 : 佐川義行
- ハロルド・コンウェイ : クレイグ・ベンデル
- 近藤宏 : 石上警部
- 木浦佑三 : 山口刑事
- 鴨田喜由 : 捜査一課長
- 深水吉衛 : 捜査主任
- 宮崎準 : 中野刑事
- 小泉郁之助 : 大井調査室長
- 木島一郎 : 刑事
- 小柴隆 : 刑事
- 金子信雄 : 岩瀬宗輔
- 安部徹 : 矢部透

## スタッフ
- 監督 ：牛原陽一
- 脚本 ：熊井啓
- 音楽 : 小杉太一郎
- 撮影 : 姫田真佐久
- 編集 : 辻井正則
- 企画 : 水の江滝子
- 主題歌 : 「ふたりの渚」: 赤木圭一郎